# 1553 en santé et médecine
| Années de la santé et de la médecine : 1550 - 1551 - 1552 - 1553 - 1554 - 1555 - 1556    |
| Décennies de la santé et de la médecine : 1520 - 1530 - 1540 - 1550 - 1560 - 1570 - 1580 |

Cet article présente les faits marquants de l'année 1553 en santé et médecine.

## Fondation
- Le roi Édouard VI fait don de son palais de Bridewell à la Cité de Londres, dans les bâtiments duquel elle ouvrira une prison pour servir à la punition des femmes de mauvaise vie, et un hôpital réservé à l'accueil des enfants des rues[1].

## Publication
- Michel Servet est le premier européen à décrire la circulation pulmonaire, non dans un livre de médecine, mais dans un traité de théologie, Christianismi restitutio (« Restitution du christianisme[2] »).

## Naissances
- Pierre Milon (mort en 1616), Premier médecin des rois de France Henri IV puis Louis XIII[3].
- Thomas Muffet (mort en 1604), médecin et naturaliste anglais[4], auteur en 1588 de la  Nosomantica Hippocratea[5].

## Décès
- 9 avril : François Rabelais (né en 1483 ou 1494), médecin et écrivain humaniste français[6].
- 6 août :  Jérôme Fracastor (né en 1476 ou 1478), philosophe, mathématicien, astronome, poète et médecin italien, auteur de divers traités de médecine, dont De contagionibus et contagiosis morbis et Syphilidis sive De morbo gallico, sur les maladies contagieuses et la syphilis[7],[8].